# Raul Travassos
Raul Travassos do Carmo (Itaperuna, Rio de Janeiro, 24 de setembro de 1949) é um cenógrafo brasileiro.

## Biografia
Raul Travassos do Carmo é um cenógrafo, restaurador, músico e artista plástico brasileiro. Fez seus estudos fundamentais em Bom Jesus do Itabapoana, Rio de Janeiro. Formou-se em música (piano) pelo Conservatório de Música do Rio de Janeiro e graduou-se em medicina especializando-se em Psiquiatria, pela Universidade Federal Fluminense de Niterói. Tornou-se cenógrafo da Rede Globo de Televisão, no Rio de Janeiro em novembro de 1973, participando na novela O Semideus de Janete Clair. Além de mais de cinquenta novelas (como Terra Nostra, Roque Santeiro, Esperança, O Clone, …), participou de "Casos Especiais", musicais e minisséries. Seu nome está nos créditos da série "Grandes Nomes": Elis Regina Carvalho Costa, Luís Gonzaga do Nascimento Júnior, Rita Lee Jones e Paulinho da Viola. Das oito vezes que a revista Contigo!  premiou o melhor cenógrafo do ano, Raul Travassos recebeu por sete vezes o troféu de melhor cenografia.
Travassos foi Secretário Municipal de Turismo e Cultura em Bom Jesus do Itabapoana, RJ (1992-1995). Instituiu no calendário da cidade a Feira da Providência, que é realizada até os dias de hoje e os recursos angariados são destinados as obras sociais da Igreja.
Convidado pelo Prefeito de Bom Jesus do Itabapoana Roberto Elias "Tatu", Travassos assumiu, em 01/01/2017, a Secretaria Municipal de Indústria, Comércio, Turismo, Cultura e Urbanismo. A principal rua do centro do município de Natividade, no noroeste do Estado do Rio de Janeiro leva o nome de seu avô materno Dr. Raul Travassos da Rosa.
Católico fervoroso, construiu, com recursos próprios, uma capela em Bom Jesus do Itabapoana em homenagem a Nossa Senhora de Fátima.

## Carreira

### Na televisão (como cenógrafo)
- Fogo sobre Terra (1974)
- Escalada (1975)
- Bravo! (1975)
- Anjo Mau (1976)
- Estúpido Cupido (1976)
- Locomotivas (1977)
- Te Contei? (1978)
- Sem Lenço, sem Documento (1978)
- Pecado Rasgado (1979)
- Feijão Maravilha (1979)
- Os Gigantes (1979)
- Água-viva (1980)
- Coração Alado (1981)
- Baila Comigo (1981)
- Sol de Verão (1982)
- Sétimo Sentido (1982)
- Partido Alto (1984)
- Roque Santeiro (1985)
- Selva de Pedra (1986) (1986)
- Mandala (1987)
- A Indomada (1997)
- Terra Nostra (1999)
- Esperança (2002)
- Um Só Coração (2004)
- A Lua Me Disse (2005)
- Cobras & Lagartos (2006)
- Maysa - Quando Fala o Coração (2009)
- Viver a Vida (2009)

### Música

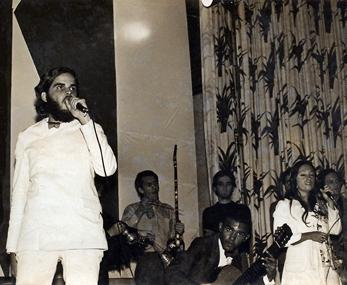
Raul Travassos defende sua canção

Ainda jovem, Travassos participou do II Festival Estudantil da Música Popular Brasileira de Miracema - RJ (1970) e foi o vencedor do festival com a música “Apostasia”.
Era uma composição futurista, tida como, rebuscada. Trazia um título que muita gente até hoje não sabe o que significa.
A própria apresentação da canção já era um modernidade: luzes apagadas, com slides que eram projetados na fumaça. As imagens alternavam fotos do teto da Capela Sistina (um monumental afresco de Michelangelo realizado entre os anos de 1508 e 1512), imagens da Mona Lisa (também conhecida como La Gioconda) e do Fórum Romano.